# Verschlossene Auster
Die Verschlossene Auster ist ein von der Journalistenvereinigung Netzwerk Recherche e.V. verliehener Negativpreis „für Auskunftsverweigerer in Politik und Wirtschaft“. Der seit 2002 verliehene Preis, eine Skulptur des Marburger Künstlers Ulrich Behner aus reinem Schiefer, soll bei den Empfängern einen offeneren Umgang mit Presse und Medien bewirken.

## Preisträger
- 2002: Otto Schily für die Blockade des Informationsfreiheitsgesetzes und die Ablehnung von Interviews[2]
- 2003: Aldi-Gruppe für juristische Schritte gegen kritische Berichterstattung und missliebig ausfallende Produkttests[3]
- 2004: Albrecht Schmidt, der damalige Aufsichtsratsvorsitzende der Bayerischen Hypo- und Vereinsbank (stellvertretend für „fast alle DAX-Unternehmen“) für Einschränkungen der Pressefreiheit bei Hauptversammlungen[4]
- 2005: Gerhard Mayer-Vorfelder für restriktive DFB-Informationspolitik (Bundestrainersuche, Schiedsrichteraffäre) und juristische Schritte gegen Satire[5]
- 2006: Hartmut Mehdorn, der damalige Vorstandsvorsitzende der Deutschen Bahn AG, für Anzeigenentzug der Deutschen Bahn AG nach kritischer Berichterstattung, ferner restriktives Erteilen von Drehgenehmigungen, Verweigerung von Stellungnahmen bei heiklen Themen, und (später aufgegebene) Blockade einer Ausstellung über die historische Rolle der Bahn bei der Deportation jüdischer Kinder nach Auschwitz[6]
- 2007: Wladimir Putin, der damalige Präsident Russlands für die anhaltende Behinderung der freien Presse in Russland[7]
- 2008: Internationales Olympisches Komitee, das „seit vielen Jahren Korruption und Interessenkonflikte bei der Vergabe der Spiele“ dulde und mit seiner „Informationspolitik das Gegenteil von fair play“ betreibe[8]
- 2009: Bundesverband deutscher Banken, da dieser „in der Banken- und Finanzkrise nicht auf Seiten von Transparenz und Aufklärung“ sei. Weiterhin heißt es „Sie [der Bankenverband und seine Mitglieder] weigern sich, ihre Fehler einzugestehen, Versäumnisse zu erklären und Verantwortung zu übernehmen.“[9][10]
Der Hauptgeschäftsführer des Bundesverbandes Manfred Weber nahm den Preis persönlich entgegen. Er räumte ein, es gebe „viele Fälle, in denen Banken unglücklich, unzureichend oder gar nicht kommuniziert“ hätten, wies aber den pauschalen Vorwurf an die Banken als falsch zurück, sie hätten Aufklärung verhindert und Informationen zurückgehalten.[11]

- 2010: Römisch-katholische Kirche, die „den Anspruch der Öffentlichkeit auf vollständige Informationen“ nicht respektiere und „damit eigenen Wertepostulaten nach Wahrhaftigkeit und Ehrlichkeit“ widerspreche. „Die katholische Kirche habe nur selten Bereitschaft zur Aufklärung gezeigt und stattdessen recherchierende Journalisten behindert.“[12][13]
Der Sprecher der Bischofskonferenz Matthias Kopp nahm den Preis stellvertretend entgegen und gab zu, dass es in der kirchlichen Kommunikationsarbeit Verbesserungsbedarf gebe. Er resümierte „Ja, wir haben als katholische Kirche die größte Krise seit 1945. Ja, wir haben uns zu lange vor die Täter gestellt und nicht auf die Opfer geschaut. Ja, wir haben Kommunikationsfehler gemacht.“[14]
- 2011: die Energiekonzerne RWE, EnBW, Vattenfall und E.ON. Die Unternehmen hätten bezüglich der Atompolitik „beschönigt, beeinflusst und verheimlicht“ sowie „exzessiven Lobbyismus“ betrieben.[15] Guido Knott (E.ON) wies Vorwürfe der Jury in einer Gegenrede zurück. Die Vergabe sei nicht journalistisch, sondern rein politisch motiviert gewesen und der Verein habe insoweit alle seine Vergabekriterien über Bord geworfen.[16]
- 2012: Der Weltfußballverband FIFA, der Versuche von Journalisten abblocke, „über Korruption und Ungereimtheiten bei der Postenvergabe zu recherchieren“, und sich gegen die Offenlegung von Gerichtsbeschlüssen wehre.[17][18]
Die Laudatio hielt der Sportmanager und frühere FIFA-Mitarbeiter Roland Rino Büchel, der für die Schweizerische Volkspartei (SVP) Mitglied des Schweizer Nationalrates ist. Das System von Löhnen, Aufwandsentschädigungen und Boni bei der FIFA sei „völlig intransparent“, doch kritische Medienanfragen zu dem Thema seien nicht beantwortet worden, sagte Büchel. Der Europarat sei Ende April in 124 Punkten zu einem „vernichtenden Urteil“ über die Fußballweltorganisation gekommen und habe daran erinnert, dass Autonomie für die Interessen des Sports da sei, „nicht für die Interessen von skrupellosen Individuen“.[19] Der Auftritt Büchels bei der Preisverleihung stieß auf Kritik, weil er in der Vergangenheit Wahlkampagnen mit ausländerfeindlichen Motiven geführt hatte.[20]
- 2013: Hans-Peter Friedrich wurde 2013 zum Preisträger erkoren, weil das Bundesinnenministerium eine restriktive Einstellung dem Auskunftsanspruch von Journalisten gegenüber einnehme und das Informationsfreiheitsgesetz nicht anwenden wolle. Des Weiteren hatte Friedrich versucht, die Veröffentlichung der Zielvereinbarungen für die deutschen Olympiateilnehmer 2012 zu verhindern.[21]
- 2014: Der ADAC erhielt den Preis für das Verhalten nach den Enthüllungen über Manipulationen beim Autopreis Gelber Engel und den Umgang mit kritischen Medienanfragen.[22][23]
- 2015: Heckler & Koch erhielt den Preis, nachdem im Rahmen der G36-Affäre Vertreter des Unternehmens beim Militärischen Abschirmdienst (MAD) vorstellig wurden, um ihn zur Unterbindung kritischer Berichterstattung zu bewegen. Der Rüstungsbauer lehnte die Einladung zu einer Gegenrede ab.
- 2016: Facebook für den intransparenten Umgang mit (der Löschung von) Hass-Kommentaren.[24]
- 2017: Drei Verlage der Regenbogenpresse: die Funke Mediengruppe (für die Magazine Die Aktuelle, Das Goldene Blatt, Frau aktuell), die Hubert Burda Media Holding (für die Freizeit Revue) und die Bauer Media Group (für Das Neue Blatt, Freizeitwoche, Neue Post, das neue), auch stellvertretend für die übrigen Verlage der Branche. Sie „untergraben […] das Vertrauen in die Glaubwürdigkeit der Medien: Mit irreführenden Schlagzeilen, falschen oder erfundenen Texten, fehlender Nachfrage bei den Betroffenen, Manipulationen von Fotos und nicht selten der Verletzung von Persönlichkeitsrechten. Die Bereitschaft zur freiwilligen Korrektur von falscher Berichterstattung fehlt häufig.“[25]
- 2018: „Stellvertretend für alle Lokalpolitiker, die unliebsame Berichterstattung als Majestätsbeleidigung missverstehen und jeglichen Respekt vor der Arbeit der Journalisten vermissen lassen“ für den dem schwäbisch/baden-württembergischen Burladingen vorstehenden amtierenden Bürgermeister Harry Ebert: Nach eigener Aussage zu wenig beeindruckt, teilte er mit, dass er aufgrund vorgesehenen Rasenmähens den Preis nicht selbst in Hamburg entgegennehmen könne und wolle und verglich sich dabei mit dem amtierenden Präsidenten der Russischen Föderation Wladimir Putin, der 2007 den Preis ebenfalls nicht persönlich entgegengenommen hatte.[26][27]
- 2019: Bayerische Staatsregierung: „Die Staatsregierung, getragen von einer Koalition aus CSU und Freien Wählern, blockiert weiterhin die Einführung eines Informationsfreiheitsrechts, wie es in den meisten Bundesländern schon existiert.“[28]
- 2021: Die Hohenzollern für den „Umgang von Georg Friedrich Prinz von Preußen mit Journalisten und Wissenschaftlern“.[29]
- 2022: Tesla, Inc. für „intransparentes Verhalten gegenüber Medien und Öffentlichkeit“. Tesla behindere die Berichterstattung durch eine selektive Auswahl von Berichterstattern und das Nichtbeantworten von Presseanfragen.[30]
- 2023: Holger Friedrich für seinen „erschreckenden und zerstörerischen Umgang mit dem journalistischen Informantenschutz“ gegenüber Julian Reichelt[31]
- 2024: Volker Wissing und sein Bundesverkehrsministerium „für seinen problematischen Umgang mit Recherchen des Handelsblatt-Reporters Daniel Delhaes zu Interessenkonflikten in seinem Ministerium“.[32]